# RPCGEN
RPCGEN は、サン・マイクロシステムズの遠隔手続き呼出し (RPC) のインタフェースを生成するプリコンパイラである。インタフェース定義ファイルを使って、サーバおよびクライアントのC言語スタブを生成する。

## RPC言語
RPCGEN はIDLファイル内の情報に基づいてスタブを生成する。このファイルは RPCL（Remote Procedure Call Language）と呼ばれる言語で書かれている。RPCL のスタイルはC言語によく似ており、ONC RPC の定義記述のためだけに設計された言語である。
RPC仕様記述にはいくつかの定義が含まれる。それら定義を使って、RPCGENがクライアントとサーバの両方で使われるヘッダファイルとそれぞれのスタブを生成する。

### RPCL 定義
- 定数（const）
- 列挙型（enum）
- 構造体（struct）
- 共用体（union）C言語の共用体とは異なり、識別型の共用体であり、Pascal の可変レコードに近い。
- 型定義（typedef）
- プログラム定義（program）